# Famille d'Allemagne
Pour les articles homonymes, voir Allemagne (homonymie).
La famille d'Allemagne olim Dallemagne, est une famille française titrée subsistante, originaire du Bugey, qui reçut un titre de baron d'Empire en 1813.

## Origine
La filiation suivie de cette famille remonte à Pierre d'Allemagne, premier membre de cette famille attesté de façon certaine en Bugey.
La famille d'Allemagne serait originaire de Provence et tirerait son nom de la terre d’Allemagne (aujourd’hui Allemagne en Provence), autrefois seigneurie de l'ancien diocèse de Riez. La branche issue de Pierre d’Allemagne, installée en Bugey, est la seule qui subsiste encore de nos jours. Quant à la famille restée en Provence, elle s’éteignit avec Alexandre de Varages d'Allemagne qui laissa toutes les archives et souvenirs de famille aux petits fils du général Claude d'Allemagne, baron Dallemagne et de l’Empire. Il leur demanda également de reprendre ses armes "d’azur à deux lions affrontés d’or soutenant une étoile du même" pour perpétuer le souvenir de leur commune origine.
Gustave Chaix d'Est-Ange écrit que la filiation de cette famille débute avec « honnête homme Pierre Dallemagne ou d'Allemagne, praticien de Furans, en la paroisse de Saint-Blaise ». Le fils de celui-ci, maître Pierre d'Allemagne, est mentionné en 1673.
Claude Dallemagne reçoit le titre de baron d'Empire le 27 mars 1813,,,.

## Filiation
I- Pierre d'Allemagne, est le premier membre de la famille d’Allemagne attesté de façon certaine en Bugey.  Il était régisseur de la commanderie d'Acoyeu appartenant aux Hospitaliers de l’ordre de Saint-Jean de Jérusalem et propriétaire de terres sur les paroisses de Peyrieu, Brens et Saint Blaise de Pierre Châtel. Son nom est mentionné dès 1540 dans les reconnaissances de la commanderie. Il laissa trois fils qui vivaient en 1577 à la commanderie d'Acoyeux, dont :
II- Claude Cugniet d'Allemagne, propriétaire et régisseur de la commanderie d'Acoyeux. Il laissa trois enfants tous vivants en 1642 et 1645, dont :
III-Pierre Cugniet d'Allemagne (1602-1672) (qualifié de maistre ou honnête), praticien de Furans, paroisse de Saint Blaise. Propriétaire de maisons et de granges à Chantemerle qu’il exploite ainsi que d’autres appartenant à la commanderie d’Acoyeux, prises à bail par une reconnaissance signée auprès du commandeur. Il laissa notamment :
IV- Pierre Cugnier d'Allemagne (1630-1700), régisseur, puis rentier de la commanderie d'Accoyeux, qualifié d'honorable dans un grand nombre d'actes de 1677 à 1691, parfois de marchand (négociant), déposés en l'étude de Maître Ecochard, notaire à Belley. Il passa en 1673 une reconnaissance où il est qualifié fils de Pierre, praticien de Furans. Il épousa Claudine Juillard (+1704) et laissa 7 enfants dont:
V- Anthelme d'Allemagne (1672-1729) à Furans, inhumé dans la chapelle Sainte Catherine, régisseur de la commanderie d'Accoyeux et négociant, bourgeois de Furans. Il épousa le 22 septembre 1700 Françoise Mercier. Il laissa :
VI- Balthazard d'Allemagne (1710-1772), bourgeois de Peyrieu et de Belley, régisseur des biens de la Commanderie d’Acoyeux, il fut seul à renouveler, en 1752, la reconnaissance qu'avait fournie son oncle Gaspard, mort l'année d'avant.  Il épousa, le 27 février 1753, Marie La Salle (1731-1799). Il n'eut qu'un fils.
VII- Claude, baron d'Allemagne, (1754-1813) épouse Jeanne-Christine Gaudet, née à Belley le 29 juillet 1785, décédée à Belley le 31 janvier 1849, fille de Pierre Joseph Clément Gaudet, notaire royal, receveur de la capitation pour la noblesse, et de Marie Amélie Pine, d’où
VIII- Claudius, baron d'Allemagne, propriétaire, (1804-1867), épouse à Belley le 3 février 1830 Anthelmette Ermance de Jullien de Villeneuve, (1811-1897), fille de Claude Marie François de Sales, baron de Jullien de Villeneuve, et de Anthelmette Béatrix de Cuzieu,  d’où :
- Abel Anthelme Clément, baron d'Allemagne (tige des d'Allemagne subsistants), qui suit
- Paul Jean François Anthelme, baron d'Allemagne, officier de cavalerie, Camérier Secret de Sa Sainteté, Grand Croix de l’Ordre de Saint Grégoire le Grand, Grand Officier des Ordres de Pie IX et du Saint Sépulcre, Commandeur de l’Ordre de Saint Sylvestre, né à Belley le 20 mars 1832, décédé à l’Hay les Roses (94) le 23 février 1923, épouse en premières noces à Jujurieux (01) le 6 mars 1866 Marie Émilie Maupetit née à Lyon le 14 mars 1846, décédée au château de Talissieu (01) le 19 janvier 1892, fille de Christophe baron Maupetit, et de Louis Ludivine Gaultier de Coutance.  (sans postérité) ; en secondes noces, à Ciboure (64) le 22 septembre 1895, Anne Elisa d’Abbadie d’Arrast, née à Paris le 8 novembre 1865, fille de Michel Arnauld d’Abbadie d’Arrast et d’Elisabeth Virginie West Youg (sans postérité)
- Julien Anthelme Henri François d'Allemagne, né à Belley le 25 février 1834, propriétaire, décédé à Dole le 3 avril 1922 épouse en premières noces, à Verdun le 2 février 1864 Marie Thérèse Dumolard de Bonviller, née à Verdun le 10 mars 1841, décédée à Verdun le 23 novembre 1885, fille de Marie Louis Auguste Dumollard , propriétaire et de Françoise Marie Louise Gallois de Bonviller (descendance Vrégille et Orival)
- Léon Anthelme Humbert Léon d'Allemagne, (alias Dallemagne) peintre paysagiste, né à Belley le 21 avril 1837, décédé le 25 mai 1907, épouse le 2 juillet 1861 Sophie Aimée Marie Camille Mornay, (1841 – 1882), (branche éteinte en 1966)

IX- Abel, Anthelme, Clément baron d'Allemagne (alias Dallemagne), avocat, (1830-1910), épouse Alexandrine, Olympe, Marie de Mayol de Lupé, sa cousine.
X. Marcel Anthelme Claude, baron d'Allemagne, propriétaire, membre de la Société des Cincinnati de France (1863-1942), épouse Charlotte Lacave-Laplagne-Barris, (SP)
X. André Eugène Anthelme Marie baron d'Allemagne (alias Dallemagne), (1865-1960) propriétaire, maire de Belley de 1925 à 1943, puis maire honoraire, officier du Mérite Social, épouse Mathilde Buffe,
- Claude Anthelme Marie Roger, qui suivra
- Pierre Anthelme Louis Albert d'Allemagne, (1900-1996) ingénieur ECP, chevalier de la Légion d’Honneur, membre de la Société des Cincinnati de France, à la suite de son oncle, Marcel, baron d'Allemagne,

XI. Claude Anthelme Marie Roger baron d'Allemagne (alias Dallemagne), (1897-1993) épouse Marie Louise Dombey, fille d'Étienne Henri Laurent Dombey, capitaine de cavalerie, chevalier de la Légion d’Honneur et de Jeanne Georgette du Buisson de La Boulaye,  (d'où postérité)

## Personnalités
- Claude Dallemagne ou d'Allemagne, né en 1754 à Peyrieu, près de Belley, engagé volontaire en 1773, général de division en 1796, commandeur de la Légion d'honneur en 1804, commandant la 25e division militaire en 1809, fut créé baron de l'Empire par décret du 27 mars 1813. Il mourut à Nemours quelques mois plus tard laissant deux fils[4].

- Abel, baron d'Allemagne (alias Dallemagne) , (1830 – 1910), avocat, Chevalier de l’Ordre d’Isabelle la Catholique (Espagne), chef de nom et d’armes à l’extinction de la branche aînée, consacra sa vie à la défense de la cause d’Henri V. Il fut longtemps collaborateur au journal légitimiste L’Union avec son cousin Henri, comte de Mayol de Lupé, dont il avait épousé la sœur,
- Paul Anthelme, baron d'Allemagne, (1832 – 1923), frère cadet d’Abel, s’attacha à propager le culte de Jeanne d’Arc. Officier de cavalerie, il fut camérier secret de SS Léon XIII, Grand-Croix de l’Ordre de St Grégoire le Grand, Grand officier des ordres de Pie IX et du Saint Sépulcre, Commandeur de l’ordre de Saint Sylvestre,
- Léon d'Allemagne (alias Dallemagne) (1837 – 1907) peintre paysagiste de la Bresse et du Bugey, élève de Viot et Français, exposa au Salon de Paris de 1865 à 1872. Certaines de ces toiles sont aux musées de Bourg en Bresse ou Dijon.
- Marcel, baron d’Allemagne, fils d’Abel, ardent défenseur de la cause catholique et royale, fut gentilhomme d’honneur de SAR le Prince Xavier de Bourbon. Il animera pendant de longues années la Pieuse Union de Saint Mayol avec le concours de son cousin germain Mgr Jean de Mayol de Lupé, chevalier de l’ordre constantinien de Saint Georges.
- Baron André Dallemagne (1865-1960), maire de Belley de 1925 à 1943, auteur d’une Histoire de Belley.
- André d'Allemagne (1929–2001), petit-fils du précédent, figure de proue de l'indépendantisme québécois moderne, il était du petit groupe qui, en 1960, fonda le RIN (Rassemblement pour l'indépendance nationale). Théoricien politique au style limpide, André d'Allemagne est l'auteur d'un livre capable encore de nous éclairer sur bien des points trente-cinq ans plus tard, "Le colonialisme au Québec".
- Voir aussi : Aimé Dallemagne, artiste peintre aquarelliste, dessinateur et graveur à l'eau-forte français, né le 16 mars 1882 à Saint-Germain-en-Laye (Yvelines) et mort en  1972.

## Armes
|  | Claude d'Allemagne, général de division, baron de l'Empire : décret de mars 1813, Lettres Patentes retirées et scellées le 24 juin 1813, majorat en août de la même année. "mi-parti coupé au 1 d'azur à la tour d'or maçonnée, ajourée et ouverte de sable, surmontée de trois étoiles d'argent rangées en fasce ; au 2 des barons tirés de l'armée (de gueules à l'épée haute d'argent) ; au 3 d'or à un pont de sable de quatre arches soutenu d'une rivière de sinople en champagne".,. La tour représente la forteresse d'Ehenbreitstein, près Coblentz, prise par le général d'Allemagne en 1799, et le pont rappelle celui de Lodi, que le général franchit le premier à la tête de ses grenadiers, décidant de la victoire (1796) . Les trois étoiles symbolisent le grade de général de division qui eut dû valoir à Claude d'Allemagne le titre de comte de l'Empire. |
|  | La famille d'Allemagne porte : "Ecartelé, aux 1 et 4 d’azur à deux lions affrontés d’or soutenant une étoile de même (qui est d’Allemagne en Provence) ; aux 2 et 3, mi-parti coupé au 1 d'azur à la tour d'or maçonnée, ajourée et ouverte de sable, surmontée de trois étoiles d'argent rangées en fasce ; au 2 de gueules à l'épée haute d'argent ; au 3 d'or à un pont de sable de quatre arches soutenu d'une rivière de sinople en champagne (qui est des barons de l'Empire)"., La branche de Provence a été anoblie par charge de Secrétaire du Roi en 1712, celle du Bugey titrée en 1813 baron de l'Empire. |

## Alliances
Les principales alliances de la famille sont : La Salle, Gaudet, Jullien de Villeneuve, Maupetit, Dumollard de Bonviller, du Pont de Romémont, d'Orival de Miserey (1888), de Mayol de Lupé (1860), Maupelil, d'Abbadie d'Arrast (1895), Lacave-Laplagne-Barris (1902).

## Pour approfondir